# Rivière Yamaska
Rivière Yamaska är ett vattendrag i Kanada.   Det ligger i provinsen Québec, i den sydöstra delen av landet, 230 km öster om huvudstaden Ottawa.
Omgivningarna runt Rivière Yamaska är en mosaik av jordbruksmark och naturlig växtlighet. Runt Rivière Yamaska är det ganska glesbefolkat, med 27 invånare per kvadratkilometer.